# Лол (фільм)
«Лол» («LOL») — французька романтична комедія 2008 року, знята режисером Лізою Азуелос, з Софі Марсо і Крістою Тере у головних ролях.

## Сюжет
Лол — це абревіатура, яка в розшифрованому вигляді означає англійський вислів «голосно сміятися». Саме так — Лол — звуть хлопці одну зі своїх подруг, старшокласницю Лолу, яка навчається з ними в одній школі. І причин називати Лолу саме так у її друзів достатньо: життя дівчини сповнене кумедних і не дуже збігів, через які вона постійно потрапляє в незручне становище. Наприклад, хлопець Лоли вирішує перевірити її почуття і бреше, що зрадив їй, а Лола, замість того, щоб влаштувати скандал, бреше у відповідь, та так, що стосункам одразу приходить кінець. А чим закінчилася вечірка будинку у Лоли, яку старшокласники влаштували за відсутності дорослих, і уявити страшно. Але є в житті Лоли та світлі сторони — подруги, у яких повно своїх проблем, талановитий друг, стосунки з яким ось-ось вийдуть на новий рівень, і чулова мати, з якою Лола про все може поговорити. Головне — не зіпсувати ці дорогі серцю стосунки.

## У ролях
- Софі Марсо — Анна, мати Лоли
- Кріста Тере — Лола
- Джеремі Капоне — Маель
- Маріон Шабассоль — Шарлотта
- Лу Лесаж — Стефан
- Еміль Бертера — Поль-Анрі
- Фелікс Моаті — Артур
- Луї Соммер — Мехді
- Адель Шубар — Прованс
- Джейд-Роуз Паркер — Ізабель де Пейрефіт
- Воррен Гетта — Девід Леві
- Александр Астьє — Ален, батько Лоли
- Жослен Квеврен — Лукас
- Франсуаза Фабіан — мати Анни
- Крістіан Мілле — мати Шарлотти
- Ліза Ламетрі — епізод
- Таїс Алессандрін — Луїза
- Том Інверніцці — Тео
- Стефані Мурат — Кеті
- Лоран Бато — Ромен
- Валері Карсенті — Лоранс
- П'єр Ніне — Жульєн
- Жан-Клод Дофін — міністр
- Олів'є Крювейлер — батько Лоли Маель
- Катя Кабальєро — мати Маеля
- Венсан Ясінський — Леон
- Петті Геннок — мадам Клод, вчителька англійської мови
- Аксель Кінер — вчитель математики
- Етьєн Альсамія — водій міністра
- Вірджині Лент — Лілі
- Есмеральда Крой — мати Поля-Анрі
- Вів'єн Вермес — мати Лілі
- Люсіль О'Фланаган-Ле Кам — англійська леді Ді
- Ліза Азуелос — психоаналітик Енн
- Енн Легал — продавчиня Макдональдса
- Франсуа-Ксав'є Був'є — приватний викладач
- Патріс Гільгенкранц — Брюс, учитель фізкультури
- Валід Халід — пакистанський батько
- Черіфа Хелфі — мати Мехді
- Катрін Ленне — мати Прованс
- Ніколя Калабер — Ніколя
- Тімоті Бракель — Жан-Ів
- Аксель Буте — Аксель
- Ніколя Лестанг — азійський студент
- Крістоф Бурсейлер — пан Жербер, учитель біології
- Джоана Прейс — мати Стефана
- Фаб'єн Судьєр — фокусник на вечірці
- Кев Адамс — епізод
- Ломепаль — епізод

## Знімальна група
- Режисер — Ліза Азуелос
- Сценарист — Ліза Азуелос, Дельгадо Нанс
- Оператор — Натаніель Арон
- Композитор — Жан-Філіпп Верден
- Продюсери — Крістоф Граньє-Дефер, Ерік Юбер, Роман Ле Гран
- Монтаж — Стан Колле